# Campionati mondiali di pugilato dilettanti 2017
La diciannovesima edizione dei Campionati mondiali di pugilato dilettanti (AIBA World Boxing Championships) si è svolta a Amburgo in Germania, dal 25 agosto al 2 settembre 2017.

## Calendario
La tabella sottostante riporta il calendario delle competizioni:
| Ottobre |    |    |    |    |    |    |    |    |   |
| 24      | 25 | 26 | 27 | 28 | 29 | 30 | 31 | 1  | 2 |
| C       |    |    |    |    | QF |    | SF | SF | F |

|  | Cerimonia di apertura |  | Preliminari, quarti, semifinali |  | Finali |

Il 30 agosto è stato osservato un giorno di riposo.

## Nazioni partecipanti
Hanno preso parte alla manifestazione 243 pugili da 73 nazioni.

## Medagliere
| Pos.   | Paese         | Oro | Argento | Bronzo | Totale |
| ------ | ------------- | --- | ------- | ------ | ------ |
| 1      | Cuba          | 5   | 2       | 0      | 7      |
| 2      | Uzbekistan    | 1   | 3       | 2      | 6      |
| 3      | Kazakistan    | 1   | 2       | 3      | 6      |
| 4      | Azerbaigian   | 1   | 0       | 1      | 2      |
| 5      | Francia       | 1   | 0       | 0      | 1      |
| 5      | Ucraina       | 1   | 0       | 0      | 1      |
| 7      | Stati Uniti   | 0   | 1       | 2      | 3      |
| 8      | Russia        | 0   | 1       | 1      | 3      |
| 9      | Irlanda       | 0   | 1       | 0      | 1      |
| 10     | Armenia       | 0   | 0       | 1      | 1      |
| 10     | Australia     | 0   | 0       | 1      | 1      |
| 10     | Camerun       | 0   | 0       | 1      | 1      |
| 10     | Colombia      | 0   | 0       | 1      | 1      |
| 10     | Corea del Sud | 0   | 0       | 1      | 1      |
| 10     | Ecuador       | 0   | 0       | 1      | 1      |
| 10     | Georgia       | 0   | 0       | 1      | 1      |
| 10     | Germania      | 0   | 0       | 1      | 1      |
| 10     | India         | 0   | 0       | 1      | 1      |
| 10     | Inghilterra   | 0   | 0       | 1      | 1      |
| 10     | Mongolia      | 0   | 0       | 1      | 1      |
| Totale | Totale        | 10  | 10      | 20     | 40     |

## Podi
| Categoria                       | Oro                   | Argento              | Bronzo                                    |
| Pesi minimosca (kg 49)          | Joahnys Argilagos     | Hasanboy Dusmatov    | Zhomart Yerzhan Yuberjen Martínez         |
| Pesi mosca (kg 52)              | Yosvany Veitía        | Jasurbek Latipov     | Tamir Galanov Kim In-kyu                  |
| Pesi gallo (kg 56)              | Qairat Eraliev        | Duke Ragan           | Peter McGrail Gaurav Bidhuri              |
| Pesi leggeri (kg 60)            | Sofiane Oumiha        | Lázaro Álvarez       | Otar Eranosyan Dorjnyambuugiin Otgondalai |
| Pesi superleggeri (kg 64)       | Andy Cruz Gómez       | Ikboljon Kholdarov   | Freudis Rojas Hovhannes Bachkov           |
| Pesi welter (kg 69)             | Shakhram Giyasov      | Roniel Iglesias      | Ablaikhan Zhussupov Abass Baraou          |
| Pesi medi (kg 75)               | Oleksandr Chyžnjak    | Abilkhan Amankul     | Kamran Shakhsuvarly Troy Isley            |
| Pesi mediomassimi (kg 81)       | Julio César la Cruz   | Joe Ward             | Bektemir Melikuziev Carlos Andrés Mina    |
| Pesi massimi (kg 91)            | Erislandy Savón       | Evgenij Tiščenko     | Sanjar Tursunov Vasily Levit              |
| Pesi supermassimi (oltre kg 91) | Məhəmmədrəsul Məcidov | Kamshybek Kunkabayev | Fokou Arsene Joseph Goodall               |